# ۵۴ ماهی
۵۴ ماهی یک ستاره است که در صورت فلکی ماهی قرار دارد.